# Phantom Doctrine
Phantom Doctrine is een turn-based strategy computerspel ontwikkeld door de Poolse studio CreativeForge Games en in 2018 gepubliceerd door Good Shepherd Entertainment. Het spel probeert het gevoel van klassieke spionagefilms vast te leggen door spelers in een mysterieuze wereld van geheime operaties, contraspionage, samenzwering en paranoia te plaatsen.

## Verhaal
Phantom Doctrine speelt zich af tijdens een alternatieve versie van de Koude Oorlog in 1983, waar hersenspoeling een reëel gevaar is en een wereldwijde samenzwering de wereld beheerst. De speler krijgt de keuze om de rol van een voormalige CIA-, KGB- of Mossad-spion aan te nemen.

## Speelstijl
Phantom Doctrine is een turn-based strategy computerspel dat geïnspireerd is door spellen zoals die van de XCOM-reeks van Firaxis Games. In Phantom Doctrine moet de speler inlichtingenonderzoek doen en tactische missies voltooien. Door het spel uit te spelen, ontgrendeld de speler een uitgebreide doorspeelmodus, in deze modus krijgt de speler meer te weten over wat er achter de schermen gebeurde, terwijl zij als CIA- of KGB-spion speelde.
Als de zelfgemaakte karakter van de speler sterft, dan eindigt het spel in een game over. Alle karakters die de speler tijdens het spel tegenkomt of rekruut kunnen sterven zonder dat het spel eindigt in een game over.

## Ontvangst
| Aggregator      | Score                                                   |
| --------------- | ------------------------------------------------------- |
| Metacritic      | 73% (PC) 73% (PS4) 67% (Xbox One) 71% (Nintendo Switch) |
| Beoordeeld door | Score                                                   |
| Destructoid     | 7                                                       |
| PC Gamer        | 6,2                                                     |
| Game Informer   | 8                                                       |
| GameSpot        | 9                                                       |
| IGN             | 7,4                                                     |
| Nintendo Life   | 6,7                                                     |